# 小林美幸
小林 美幸（こばやし みゆき、1977年6月26日 - ）は、元テレビ静岡のアナウンサーである。

## 来歴・人物
山梨県出身。3人姉妹の長女である。薬剤師の免許を持っている。
千葉大学薬学部卒業後、2000年にテレビ静岡入社。
女性アナウンサーとしては珍しい理系出身である。
局アナ時代は『めざましテレビ』静岡中継、『テレしず通りパロパロ』などを担当した。
また『めざましテレビ』担当中は、コラム「めざまし通信」（学研『TV LIFE』静岡版）を連載（2000年秋 - 2006年3月）。
2006年3月28日の放送をもって、5年半担当した『めざましテレビ』の中継を卒業。最後の中継は、小林本人が毎回共演を楽しみにしていたアミーゴ伊藤（伊藤利尋アナ）の「はらぺこ!うマイレージ」のコーナーだった。
前任の菰田玲子アナから2代続いて、最後は伊藤アナとの共演となった。
最後の中継は5年半の回想VTRが流れるなど卒業バージョンで全国放送された。
2006年3月付でテレビ静岡を寿退社した。同年5月5日に結婚し、現在東京在住。

## 過去に出演していた番組
- めざましテレビ（後任は近藤英恵）（2003年めざましin静岡総合MC、2005年中野美奈子アナ夏休み代役）
- 土曜マガジンパロパロ→テレしず通りパロパロ（後任は橋口文恵）
- おは・スポ!サンデー（後任は平野有海）
- チョッと!いいタイム
- スポーツ実況中継
- FNS27時間テレビ（2000年、2002年、2003年、2005年）
- FNNテレビ静岡ニュース
- めざましテレビ公認 わがまま!気まま!旅気分（パンチ佐藤と共演、初期作品のみ）

## FNSアナウンス大賞
- 2001年新人奨励賞受賞
- 2005年番組部門敢闘賞受賞